# Michelle Pye
Michelle Pye (* 27. September 1978) ist eine ehemalige kanadische Fußballschiedsrichterin.
Von 2007 bis 2017 stand sie auf der FIFA-Liste und leitete internationale Fußballpartien.
Pye wurde für die Weltmeisterschaft 2015 in Frankreich nominiert, wurde dort jedoch nur als Vierte Offizielle eingesetzt.
Zudem war sie bei der U-17-Weltmeisterschaft 2008 in Neuseeland und bei der U-20-Weltmeisterschaft 2016 in Papua-Neuguinea im Einsatz.
Heute ist sie FIFA Instructor und FIFA RefCo Member.